# 이레너 공주 여단
이레너 공주 여단(네덜란드어: Prinses Irene Brigade) 또는 네덜란드 왕립 기계화보병여단(영어: Royal Netherlands Motorized Infantry Brigade)은 제2차 세계 대전 당시 서부 전선에서 활약한 네덜란드 망명정부의 군대 중 하나이다. 1941년 1월 11일 영국 콩글턴에서 창설되었다. 1941년 9월, 다비트 판포르스트 에베킹크 소장이 여단의 지휘관이 되었다. 그는 여단을 네덜란드령 동인도로 보내고자 했고, 이에 대해 빌헬미나 여왕과 베른하르트가 그를 지지했다. 그는 자원병 중대와 함께 인도네시아로 갔고, 여단의 지휘는 A.C. 더 라위터르 판 스테베닝크 대령이 맡았다. 에베킹크사 돌아왔을 때, 그는 새 전쟁 부서인 이는 총참모부의 부장이 되었다.
여단 창설 몇 달 후, 여단은 울버햄프턴에 주둔하게 되었다. 여단의 규모는 1,200명에서 3,500명으로 늘었다. D-Day 이후 어느 정도 시간이 지난 1944년 8월, 1200명의 이레너 부대원은 프랑스 아로망슈에 상륙했다. 여단은 당시 제1캐나다군에 소속되었고, 이후 영국 제2군과 함께 진격작전을 개시했다. 8월 12일, 여단은 세콤에서 전투에 참여했다. 여단은 마켓 가든 작전에도 참여했으며, 젤란트 마을과 헤델에서 전투를 벌였고, 연합군과 함께 에인트호번에 입성하기도 했다.
1945년 7월 13일, 네덜란드 왕립 여단 "이레너 공주 여단"은 비공식적으로 해체되었으며, 베른하르트 왕자는 그때 몇몇 군사들에게 빌럼 군사 명예훈장 4을 훈장하고, 29개의 다른 용기 훈장을 수여했다. 일부는 사후에 수여되었다.